# Indiana Asteroid Program
Indiana Asteroid Program – program poszukiwania planetoid Uniwersytetu Indiana w Goethe Link Observatory prowadzony w latach 1949-1967.
Jego inicjatorem był Frank Kelley Edmondson z Uniwersytetu Indiana w Bloomington. W ramach programu odkryto 119 planetoid.

## Planetoidy odkryte dziękiIndiana Asteroid Program[1]
| - (1575) Winifred - (1578) Kirkwood - (1602) Indiana - (1615) Bardwell - (1721) Wells - (1728) Goethe Link - (1729) Beryl - (1741) Giclas - (1746) Brouwer - (1751) Herget - (1761) Edmondson - (1762) Russell - (1763) Williams - (1764) Cogshall - (1765) Wrubel - (1766) Slipher - (1767) Lampland - (1788) Kiess - (1798) Watts - (1799) Koussevitzky - (1822) Waterman - (1824) Haworth - (1826) Miller - (1827) Atkinson - (1852) Carpenter - (1853) McElroy - (1952) Hesburgh - (1953) Rupertwildt - (1955) McMath - (1971) Hagihara | - (1988) Delores - (1994) Shane - (1996) Adams - (1997) Leverrier - (2007) McCuskey - (2023) Asaph - (2024) McLaughlin - (2026) Cottrell - (2059) Baboquivari - (2065) Spicer - (2069) Hubble - (2070) Humason - (2086) Newell - (2110) Moore-Sitterly - (2160) Spitzer - (2161) Grissom - (2165) Young - (2168) Swope - (2182) Semirot - (2196) Ellicott - (2227) Otto Struve - (2300) Stebbins - (2301) Whitford - (2322) Kitt Peak - (2326) Tololo - (2334) Cuffey - (2351) O’Higgins - (2405) Welch - (2417) McVittie - (2466) Golson | - (2488) Bryan - (2496) Fernandus - (2516) Roman - (2528) Mohler - (2624) Samitchell - (2641) Lipschutz - (2653) Principia - (2751) Campbell - (2753) Duncan - (2775) Odishaw - (2842) Unsöld - (2848) ASP - (2853) Harvill - (2974) Holden - (2996) Bowman - (3070) Aitken - (3145) Walter Adams - (3167) Babcock - (3180) Morgan - (3185) Clintford - (3282) Spencer Jones - (3363) Bowen - (3371) Giacconi - (3428) Roberts - (3433) Fehrenbach - (3447) Burckhalter - (3474) Linsley - (3520) Klopsteg - (3572) Leogoldberg - (3654) AAS | - (3717) Thorenia - (3882) Johncox - (3959) Irwin - (3961) Arthurcox - (4045) Lowengrub - (4046) Swain - (4048) Samwestfall - (4299) WIYN - (4300) Marg Edmondson - (4388) Jürgenstock - (4423) Golden - (4463) Marschwarzschild - (4911) Rosenzweig - (4912) Emilhaury - (5074) Goetzoertel - (5536) Honeycutt - (5567) Durisen - (5568) Mufson - (7001) Noether - (7368) Haldancohn - (7723) Lugger - (8059) Deliyannis - (8320) van Zee - (9143) Burkhead - (9144) Hollisjohnson - (9260) Edwardolson - (9261) Peggythomson - (19912) Aurapenenta - (30718) Records |